# Hans Quambusch (esesman)
Hans Quambusch (ur. 2 kwietnia 1905 w Geisweid/Siegen) – SS-Scharführer, niemiecki zbrodniarz nazistowski podczas II wojny światowej.

## Życiorys
Urodził się 2 kwietnia 1905 w Geisweid/Siegen.

### II wojna światowa
Podczas II wojny światowej w trakcie okupacji niemieckiej służył w Komisariacie Policji Granicznej w Sanoku (Grenzpolizeikommissariat) na obszarze ówczesnego Landkreis Sanok. W strukturze tej placówki funkcjonowała gestapo, której funkcjonariuszem był także Hans Quambusch. Był w stopniu SS-Scharführera. Zasłynął wtedy z rozstrzeliwania zatrzymanych osób. Był jednym z gestapowców dokonujących masowe egzekucje Żydów w Zwangsarbeitslager Zaslaw.

### Okres powojenny
Na początku lat 70. był rencistą w Berlinie. Do tego czasu żył w zapomnieniu.
31 marca 1971 Hans Quambusch i Johann Bäcker zostali tymczasowo aresztowani i osadzeni w areszcie śledczym. Na początku czerwca 1972 poinformowano, że prokuratura w Berlinie Zachodnim wniosła przeciw obu akt oskarżenia, zarzucając im popełnienie wielu mordów i współudział w morderstwach. 26 marca 1973 przed sądem przysięgłych Sądu Krajowego (Landgericht) w Berlinie Zachodnim rozpoczęła się rozprawa główna w procesie, w którym Bäcker i Quambusch zostali oskarżeni o wielokrotne popełnienie morderstwa oraz o pomocnictwo w dokonywaniu morderstw na podstawie §§ 211, 49, 74 StGB. W akcie oskarżenia zarzucono im, że w okresie od 1941 do 1943 zgodnie z otrzymanymi rozkazami uczestniczyli w dwóch egzekucjach, których ofiarami było ponad tysiąc Żydów, a ponadto Cyganie. Ponadto obaj mieli także działać bez rozkazu jako sprawcy w tzw. ekscesie, z własnego popędu i swojej inicjatywy mordując w okrutny sposób dzieci, kobiety i mężczyzn (Quambuschowi przypisano 35 takich zbrodni). Wśród tychże przypadków Quambusch zabił kilkoro dzieci poniżej 14 roku życia, a morderstw dokonywał najczęściej strzałem w tył głowy. Miał także inicjować akcje wymierzone przeciwko dzieciom. Obaj zaprzeczyli treści oskarżenia. Quambusch odmówił złożenia wyjaśnień. W trakcie rozprawy było przesłuchiwanych 90 świadków z siedmiu państw. Wyrokiem sądu przysięgłych w Berlinie Zachodnim z 23 sierpnia 1973 Hans Quambusch i Johann Bäcker zostali skazani na kary dożywotniego pozbawienia wolności w ciężkim więzieniu za zbrodnie popełnione podczas II wojny światowej na obszarze okupowanej Polski. Quambusch został uznany winnym zamordowania 31 osób. W motywach wyroku sąd podkreślił, że obaj skazani często działali nie według rozkazu, lecz z własnej woli, a ich postępowanie znamionowało szczególne okrucieństwo. Wymiar wyroku odpowiadał oczekiwaniom oskarżyciela, zaś obrona wnosiła o uniewinnienie. Wyrok nie był prawomocny. W 1973 Quambusch miał 67 lat.
W okresie PRL sprawą wyjaśnienia zbrodni niemieckich popełnionych na ziemi sanockiej zajmowała się Delegatura w Sanoku Okręgowej Komisji Badania Zbrodni Hitlerowskich w Rzeszowie, której szefem był sędzia śledczy Czesław Cyran. Ustalenia OKBZH w Rzeszowie, przekazane za pośrednictwem Głównej Komisji Badania Zbrodni Niemieckich w Polsce, posłużyły jako materiał dowodowy w procesach zbrodniarzy niemieckich, którego odbywały się w Niemczech. Jako świadkowie występowały w nich osoby z Polski.